# Wasgen Safarjanz
Wasgen Grigorjewitsch Safarjanz (belarussisch Вазген Сафар’янц; russisch Вазген Григорьевич Сафарьянц; englisch Vazgen Safaryants; * 22. Oktober 1984 in Ordschonikidse, Nordossetische ASSR, Sowjetunion) ist ein ehemaliger belarussischer Boxer armenischer Abstammung im Leichtgewicht, der 2009 als Verdienter Meister des Sports der Republik Belarus ausgezeichnet wurde. Er war unter anderem Teilnehmer der Olympischen Sommerspiele 2012 in London.

## Karriere
Safarjanz wurde mehrfach nationaler Meister, zuletzt 2016. Er war Teilnehmer der Weltmeisterschaften 2007 in Chicago, 2009 in Mailand und 2013 in Minsk, zudem erkämpfte er sich beim Qualifikationsturnier 2012 in Trabzon mit Siegen gegen Elian Dimitrow, Koba Pchakadse und Josh Taylor einen Startplatz bei den Olympischen Spielen 2012 in London, wo er im Achtelfinale knapp mit 13:13+ gegen den späteren Silbermedaillengewinner Han Soon-chul ausschied.
Seine größten Erfolge waren der zweimalige Gewinn der Silbermedaille bei den Europameisterschaften 2008 in Liverpool und 2013 in Minsk, wobei ihm Siege gegen Filip Palić, Georgian Popescu, Thomas Stalker und Ross Hickey (2008), sowie Lassi Seppala, Furkan Ulaş Memiş, Kastriot Sopa und Miklós Varga gelungen waren. In den Finalkämpfen unterlag er 2008 gegen Leonid Kostylew und 2013 gegen Pawlo Ischtschenko. 2006 in Plowdiw hatte er nach einer Niederlage im Halbfinale gegen Hratschik Jawachjan eine Bronzemedaille erkämpft.
Weiters war er Teilnehmer der Europameisterschaften 2010 in Moskau, 2015 in Samokow und 2017 in Charkiw, sowie der Europaspiele 2015 in Baku und 2019 in Minsk.
Von 2010 bis 2013 boxte er zudem für die Teams Milano Thunder, Dynamo Moskau und Mexico Guerreros in der World Series of Boxing (WSB), wo er acht von zwölf Kämpfen gewann.

## Sonstiges
Safarjanz, dessen Vater aus dem armenischen Gjumri stammt, übte als Kind die Sportarten Fußball, Ringen und Boxen aus, ehe er sich im Alter von 13 Jahren vollständig auf den Boxsport konzentrierte und später auch ein Studium an der Sportfakultät der Nordossetischen Staatlichen Universität in Wladikawkas absolvierte. Nach seiner Boxkarriere war er unter anderem Leiter einer Sportzweigstelle des Kinderhilfsfonds der Republik Belarus.